# Epitafium

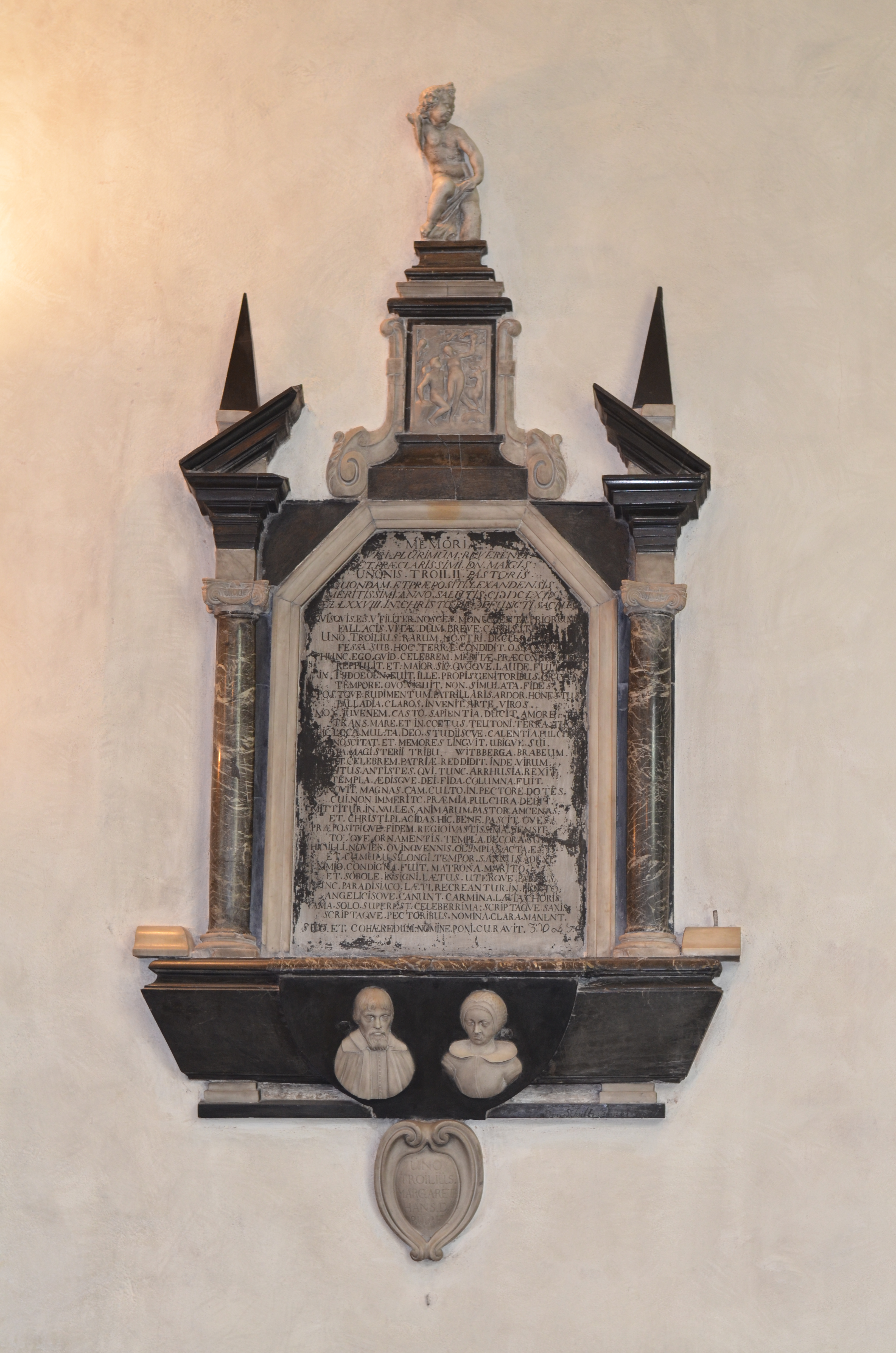
Epitafium i Leksands kyrka över Uno Troili Troilius (1586–1664), kyrkoherde i Leksand ca 1618–1664, och hans hustru Margareta Hansdotter Säbroensis, 'Stormor i Dalom', (1594–1657).

Epitafium, plural epitafier, latin epitaphium, av grekiska epitaphios ’hörande till grav’, bildat av epi ’till’ och taphos ’grav’, är en med inskrift försedd minnestavla över en död person. Epitafiet kan vara uppsatt i eller utanför en kyrka. Epitafier placeras normalt inte i anslutning till någon grav och tjänar alltså ett annat syfte än till exempel en gravsten.

## Historik
Epitafier förekommer i romersk-katolska länder sedan 1300-talet. På ett epitafium framhävs vanligen den döde som en god kristen, ofta bedjande inför Kristus tillsammans med sina anhöriga. I de protestantiska länderna blev epitafier vanliga under 1500- och 1600-talen. De gavs ofta en rik arkitektonisk gestaltning, besläktad med samtida predikstolar och altaruppsatser. Epitafier kan vara av trä, sten eller metall och upptar ofta en andaktsbild samt en målad framställning av den döde och hans familj. Tavlans inskrift kan, förutom data om den avlidne, utgöras av bibelspråk, sentenser eller versifierat epigram. Under antiken avsågs med epitafium en gravinskrift, oftast ett epigram.
Under renässansen och barocken kunde epitafierna vara mycket påkostade och rikt utsmyckade.
Epitafier ska inte blandas samman med s.k. huvudbaner. Dessa bars i begravningståget och hängdes därefter upp i kyrkan. Ett epitafium, vilket innehöll gravskrift över den döde, placerades efter begravningen i kyrkan, men medfördes aldrig i själva processionen. 
Även i dagens Italien och Grekland finns ofta epitafier uppsatta längs vägarna. Ernst Brunner beskriver hur han mötte dessa i sin fotvandring genom Italien. ”Överallt där jag gått hade jag möts av sådana vägaltare. Enligt en åldrig tradition klistrades också epitafier på väggar och murar. Det var dödsrunor på affischpapper … ” 

## Bilder

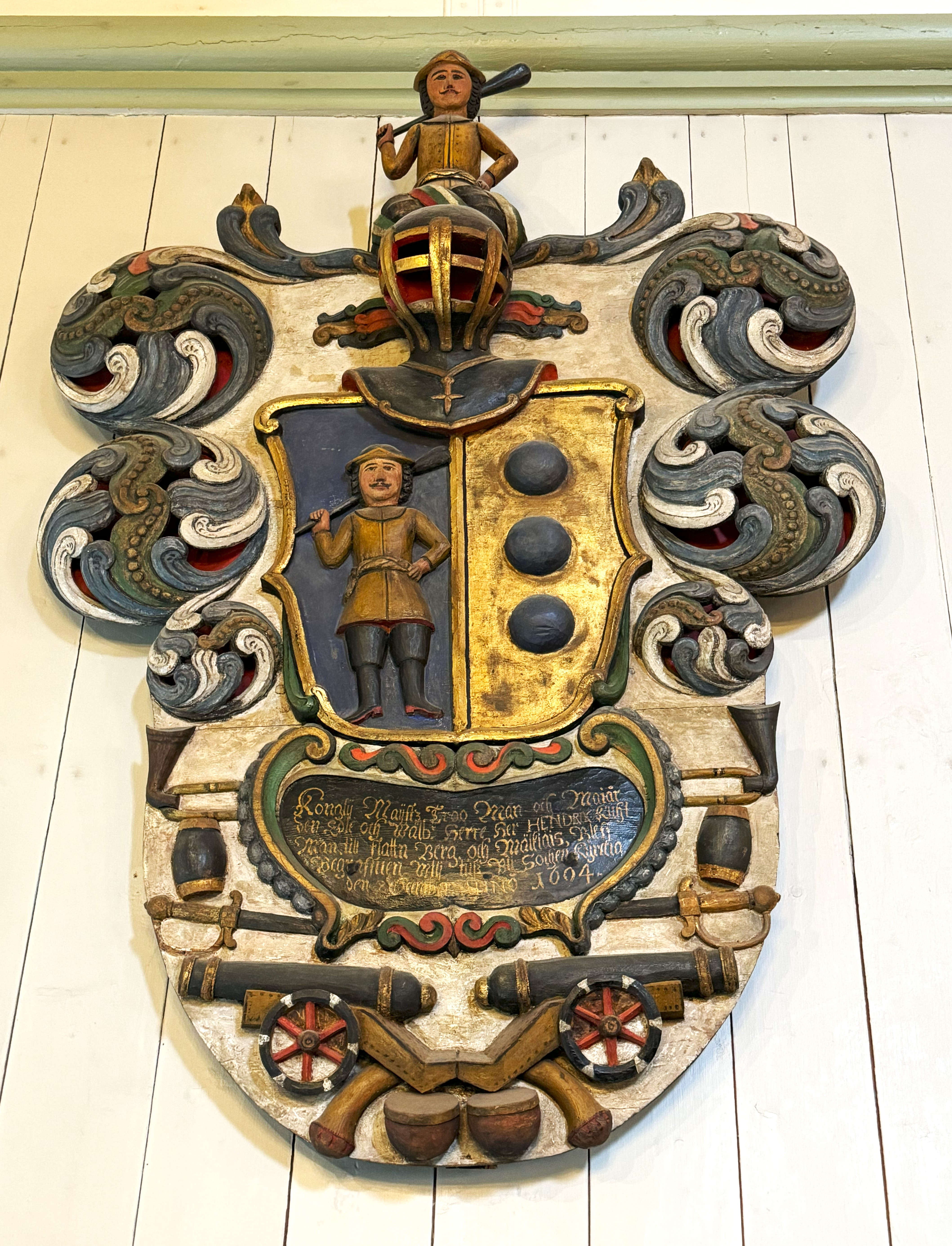
Epitafium för major Henrik Kuhlman (död 1692) i Tusby kyrka.
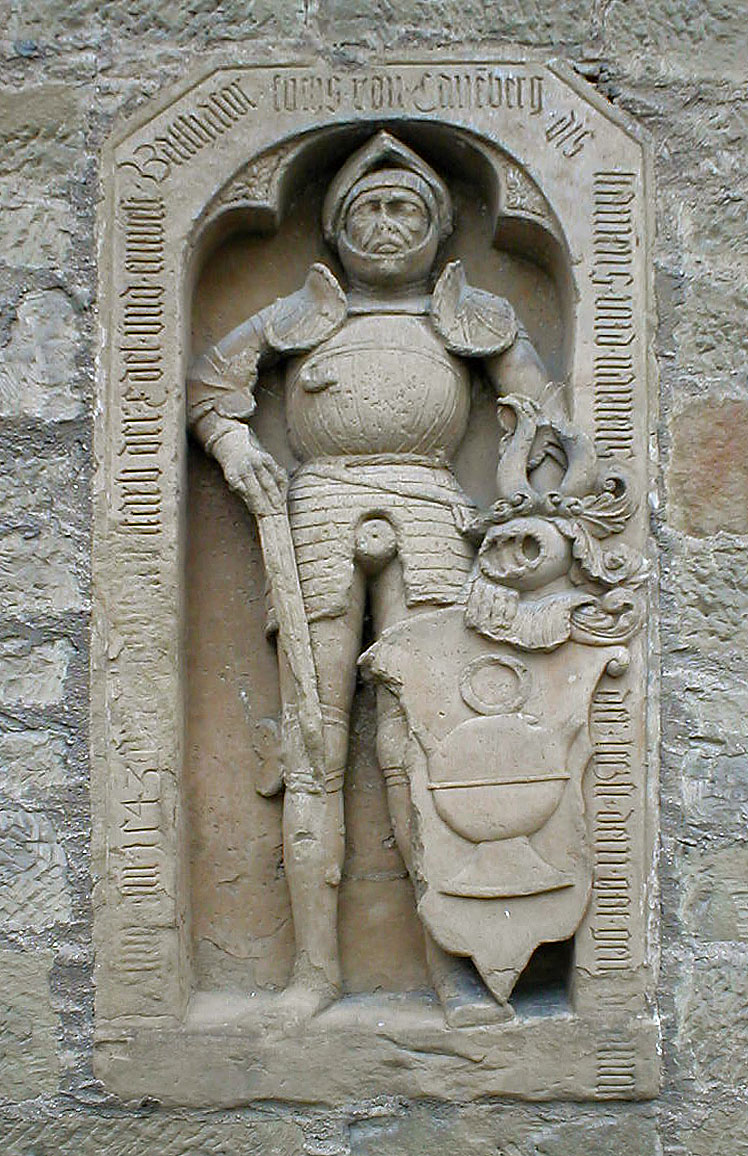
Epitafium för riddare Fuchs von Kanneberg i Gundelsheim, Tyskland.
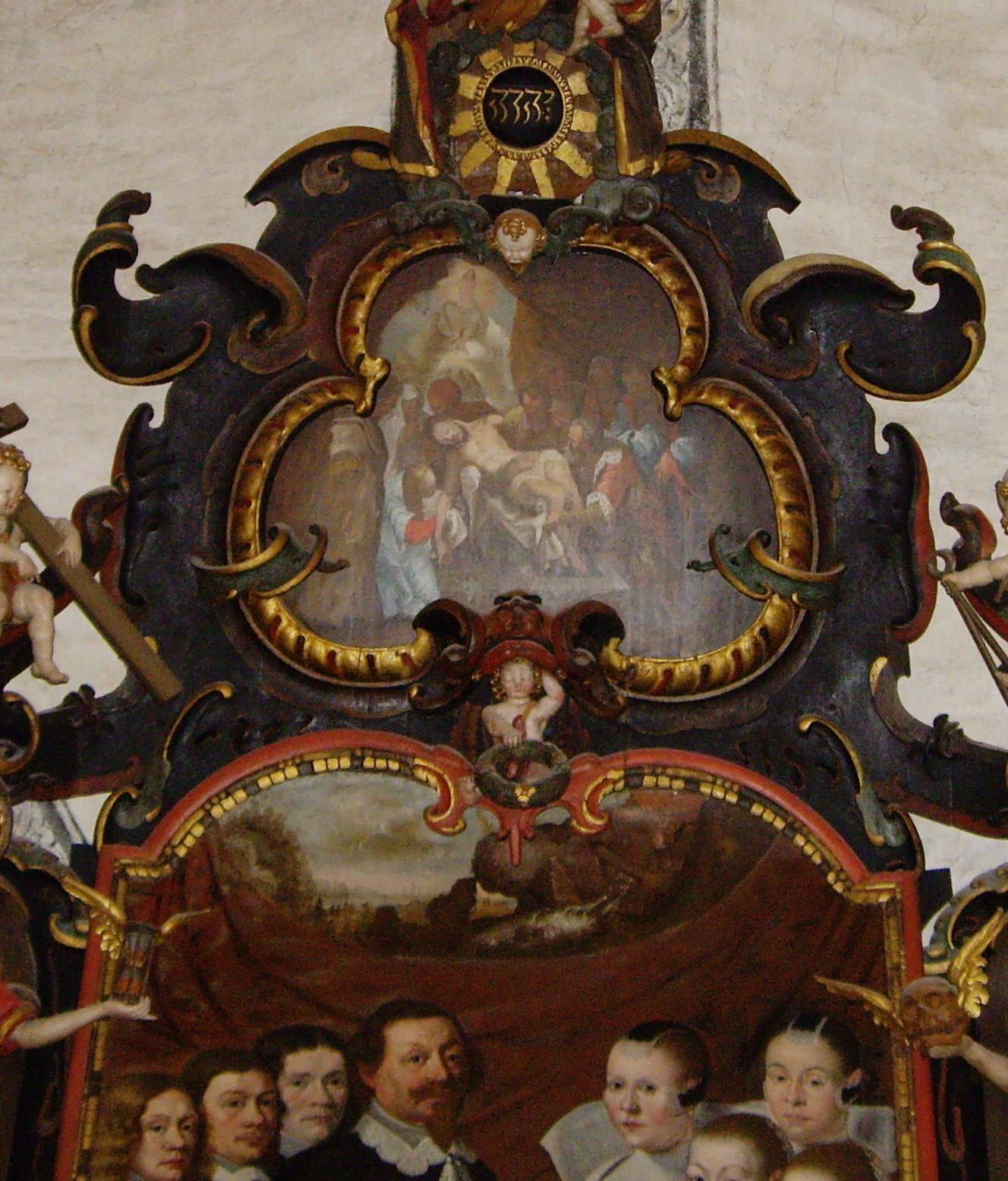
Epitafium från Heliga Kors kyrka i Ronneby.
Ritning av epitafium i Storkyrkan över Carl Wattrang skapat av Jean Eric Rehn.